# Dumpning
Dumpning (att dumpa) är ett transitivt ord som i grunden betyder ”låta (något) falla”, vilket fått utbrett syfte inom olika verksamheter. En vanlig vidarebetydelse är att något oönskat eller överflödigt avyttras, till exempel i form av skräp i naturen eller varor på en marknad. 

## Avfallsdumpning
Avfallsdumpning är avsiktligt avyttrande av avfall på en plats som inte är avsedd för det, vanligen i viss större mängd, typiskt längs vägar eller i naturen utanför uppsyn från rättsväsen.

### Havsdumpning
Havsdumpning är avsiktligt avyttrande av avfall i havet, vanligen i viss större mängd under organiserade former.
Från tiden strax efter andra världskriget fram till mitten på 70-talet var det vanligt att länder och företag dumpade radioaktivt avfall ute till havs. Numera är det plast och alla möjliga typer av produkter som dumpas i sjöar och havsvatten.

## Ekonomisk dumpning

### Prisdumpning
Prisdumpning innebär att en eller flera personer sänker priset på en vara så kraftigt att det oftast en förlust att sälja varan till det priset. Syftet med det är vinna över konkurrenten, få sålt sina varor eller tjänster men framför allt förhindra att konkurrenten får sålt något av sin vara eller tjänster.

### Lönedumpning
Lönedumpning beskriver en avsiktlig situation på arbetsmarknaden som leder fram till att lönenivåerna sänks. Lönedumpning uppstår främst när arbetsgivare önskar minska kostnaden för löner, genom att på plats anlita billigare arbetskraft (ofta utländsk arbetskraft), eller genom att flytta produktion från ett område till ett annat med lägre lönenivåer, till exempel ett låglöneland.

## Dumpningsvinkel
Dumpningsvinkel kallas elevationsvinklar under horisontalplanet, vilket återges med minusgrader (-°). Handlingen att vinkla till dumpningsvinkel kallas för dumpning (exempelvis: ”eldröret är dumpat x grader”).
Höjningsvinkel, elevationsvinklar under horisontalplanet, är antonymt, och återges med plusgrader (+°). Handlingen att vinkla till höjningsvinkel kallas för höjning (exempelvis: ”eldröret är höjt x grader”).